# Херардо Ромеро
Херардо Ромеро (1906 — непознат датум смрти) био је парагвајски фудбалски нападач који је играо за Парагвај на ФИФА-ином светском првенству 1930. Играо је и за клуб Либертад.